# Уайтмен, Пол
Пол Уа́йтмен (англ. Paul Whiteman, полное имя — Пол Сэмюэл Уайтмен (англ. Paul Samuel Whiteman); 28 марта 1890 — 29 декабря 1967) — американский бэнд-лидер (руководитель и дирижёр джазового оркестра), джазовый скрипач.
Начинал (получил музыкальное образование) как классический скрипач. Во время Первой мировой войны в 1917—18 годах руководил большим (из 40 человек) военно-морским оркестром. В 1918 году Уайтмен, всегда интересовавшийся популярной музыкой, собрал в Калифорнии свой первый танцевальный оркестр (гостиничный). Оркестр был основан в Сан-Франциско, затем недолго выступал в Лос-Анджелесе и в Атлантик-Сити, а в 1920 году Уайтмен перевёз его в Нью-Йорк и обосновал там. Первые же грамзаписи коллектива («Japanese Sandman» и «Whispering») разошлись большими тиражами, и имя Уайтмена вскоре стало узнаваемым среди широкой публики. В 1920-е годы его оркестр был один из самых популярных на джазовой сцене. Концерты оркестра были многожанровы — включали лёгкую классическую, эстрадную и джазовую музыку.
В свой оркестр Уайтмен нанимал лучших, самых искусных (и притом белых) музыкантов. Особое место среди них занимал Фердинанд (Ферд) Грофе́, который выполнял (с 1920 по 1931 гг.) все важнейшие оркестровки и фактически ответствен за тот «саунд», который теперь известен как саунд оркестра Уайтмена. Именно Грофе оркестровал «Рапсодию в стиле блюз» Дж. Гершвина, премьера которой (солист — автор) состоялась в 1924 году и с тех пор стала визитной карточкой оркестра, своеобразной демонстрацией его мастерства. Грофе также проводил репетиции с оркестром, в отсутствие Уайтмена дирижировал им, был хранителем оркестровой нотной библиотеки.
Уайтмен со свои оркестром очень сильно упрощал джазовые ритмы (играл ритмически упрощённый джаз). Эту упрощённую музыку ставят Уайтмену как в заслугу, так и критикуют его за это. В заслугу, так как именно в такой подаче джаз воспринимался народом.
Как пишет «Британская энциклопедия», широко признанная заслуга Уайтмена в том, что он сделал джаз более доступным для широкой публики, популяризовал его и в 1920-е и 1930-е годы помог ему сделаться мейнстримным музыкальным жанром.
По мнению одних, именно за популяризацию джаза, по мнению других, с подачи рекламных агентов Уайтмена прозвали «королём джаза». И, как указывает музыкальный сайт AllMusic, именно из-за этого титула он в истории джаза всегда был и остаётся спорной фигурой — подвергается критике не считающих исполнявшуюся им музыку достойной этого титула. При этом сайт пишет, что несмотря на критику, оркестр Уайтмена всё-таки был самым популярным в своё время (в 1920-е — 1930-е годы) и «иногда (несмотря на свой размер) на самом деле играл очень хороший джаз», и что, вероятно, лучшим званием Уайтмену было бы «король джазовой эпохи».
Как пишет AllMusic, «усеянные звёздами [оркестровые] составы задали тон для наступающей эпохи биг-бендов», но к началу эры свинга музыка Уайтмена (оркестр которого почти не свинговал) считалась старомодной, и в начале 1940-х гг. Уайтмен практически отошёл от дел, лишь изредка выступая в качестве приглашённого исполнителя.

## Дискография
- См. «Paul Whiteman § Major recordings» в английском разделе.